# Andrzej Bryl
Andrzej Bryl (nacido el 30 de junio de 1957 en Cybinka) fue un sociólogo polaco, consultor internacional en el campo del combate cuerpo a cuerpo, creador del sistema de combate BAS-3 y presidente de la Federación Polaca de Taekwondo ITF.

## Biografía
Nació en Cybinka y pasó su infancia en Słubice. Graduado en la Academia de Educación Física de Wroclaw (1979) y en la Universidad Estatal de Moscú (1985). 
Fue el primer polaco en obtener una maestría en Taekwondo en el Instituto Mundial de Taekwondo en Canadá (recibiendo el cinturón negro de manos del creador del Taekwondo General Choi Hong-hi). Posee el VI Dan en el arte marcial filipino Kalaki, del cual es precursor en Polonia. En 1989 en Corea del Norte le otorgaron el III Dan en Taekwondo. Durante muchos años fue presidente de la Federación Polaca de Taekwondo ITF.
Experto militar y consultor en el campo armamentístico, especialmente en armamento ligero. En 1985 creó el sistema de combate directo BAS-3 para unidades especiales del ejército y equipos de policía antiterrorista, para operaciones en tiempo de guerra.
En 1992, fundó el primer Centro profesional de formación especial (CSS) en Europa Central y en Europa del Este para servicios uniformados y agencias de seguridad civil. En 2008, transformó el CSS en la Academia Europea de Seguridad (ESA) y creó el equipo de protección personal Delta Executive Protection.
En 2005 escribió el libro Zawodowiec, que relata sus vivencias.
En 2010, junto a exmiembros de las fuerzas especiales polacas, realizó un entrenamiento para los guardaespaldas del líder libio Muammar Gaddafi.